# Gymnázium Jírovcova
Gymnázium Jírovcova je všeobecné čtyř- a osmileté gymnázium se zaměřením na matematiku a přírodní vědy, které se nachází v Českých Budějovicích, v Jírovcově ulici, č. 8.

## Dějiny
Gymnázium Jírovcova, mezi studenty zvané "Jírovcovka", pojmenované podle Vojtěcha Jírovce, známého hudebního skladatele, bylo založeno roku 1971. Prvním ředitelem se stal PhDr. Pavel Vlček. Za jeho vedení se na škole vystřídalo 34 tříd. V roce 1987 nastoupila na jeho místo Mgr. Anna Solonková, která působila čtyři roky a za doby, kdy byla ředitelkou vystudovalo 15 tříd. V roce 1991 nastoupil na post ředitele Mgr. Vojtěch Janda, který na gymnáziu působil do roku 1994 a za něj bylo na škole 11 tříd. V roce 1995 nastoupil RNDr. Karel Lichtenberg, CSc., který na gymnázu působil nejdéle. Celých 18 let, až do roku 2012. Za dobu, kdy byl ředitelem, absolvovalo gymnázium 35 tříd. V roce 2012 byl zvolen ředitelem Mgr. Pavel Kavřík.
Gymnázium zahájilo svou činnost ve školním roce 1971/72 v původním působišti v Jeronýmově ulici č. 8. Od počátku školního roku 1974/1975 sídlí v Jírovcově ulici blízko centra města. V prvních letech snad bylo rozděleno na chlapeckou a dívčí část. Chlapci i děvčata měli vlastní třídy a vůbec se spolu nestýkali, o čemž dodnes svědčí zdi uprostřed hlavních chodeb, jakož i dva vchody do budovy. Tato informace však může být mylná, podle pamětníků již ve školním roce 1976/1977 žádné takové rozdělení neexistovalo, a to ani v gymnazijních třídách, ani v posledních třídách základní školy, která v budově v prvních letech ještě dožívala.

## Současnost
Budovu školy tvoří tři nadzemní podlaží s učebnami a kabinety; v podzemním podlaží jsou umístěny šatny žáků a technické zázemí. Budova z roku 1910 je po celou dobu sídlem vzdělávacích institucí (základní škola, gymnázium). Součástí areálu je školní hřiště, běžecká dráha, tělocvična a sál s pingpongovými stoly. Stravování zajišťuje Školní jídelna Střední školy a Vyšší odborné školy cestovního ruchu v ulici Fráni Šrámka č.p. 9, vzdálená asi 450 m od budovy gymnázia. Dopravní dostupnost školy je velmi dobrá, budova je vzdálena asi 250 m od stanice MHD. Na škole studuje okolo 450 žáků a učí okolo 42 učitelů.
Škola pořádá pro studenty výměnné pobyty v Německu - v Isingu, či Turecku a to díky partnerství s tamějšími školami. Jednou za dva roky se pořádá také poznávací kurz do Anglie. Dvakrát za studium studenti absolvují lyžařský kurz a ve třetím ročníku také cyklistický kurz. Studenti mají také možnost absolvovat mnoho exkurzí, například do Vídně, Lince, Osvětimi, Krakova, Temelína, či Prahy.
Škola také nabízí mnoho zájmových kroužků, např. Základy ekologie, což je biologický kroužek, ve kterém se učí nejen o přírodě okolo nás, ale také učí aktivně se s přírodou seznamovat formou různých her a také si v ní umět poradit při mnoha situacích. Mezi další zájmové kroužky patří kroužek šachistů, teraristický kroužek, studium latiny nebo třeba zkoušení zajímavých chemických pokusů. Od konce školního roku 2020/21 má škola oficiální časopis s názvem Časopis Jírovec, v současnosti vedený dobrovolníky z řad studentů, jmenovitě šéfredaktorkou Michaelou Janutkovou a dobrovolnice z řad učitelů Lucie Beňadikové.

### Úspěchy
Studenti z tohoto gymnázia jsou úspěšní v mnoha soutěžích, hlavně v matematické, fyzikální, chemické, biologické, logické a astronomické olympiádě, kde se umisťují velmi dobře i na mezinárodní úrovni.
Studentem tohoto gymnázia byl i Daniel Stach, moderátor pořadu Hyde Park Civilizace vysílaném televizní stanicí ČT24, též Jitka Nováčková, česká miss 2011. Absolventem tohoto gymnázia je také Ladislav Zibura, spisovatel a poutník.